# Dianthus serrulatus
Dianthus serrulatus är en nejlikväxtart. Dianthus serrulatus ingår i släktet nejlikor, och familjen nejlikväxter.

## Underarter
Arten delas in i följande underarter:
- D. s. cyrenaicus
- D. s. macranthus
- D. s. serrulatus